# Károly Dietz
Pour les articles homonymes, voir Dietz.
Károly Dietz (né le 21 juillet 1885 à Sopron en Autriche-Hongrie et mort le 9 juillet 1969 à Budapest en Hongrie) était joueur et entraîneur de football hongrois.

## Biographie

### Joueur
Au niveau de sa carrière de joueur, il évolue dans le club hongrois du Magyar Atlétikai Club jusqu'en 1914, date à laquelle il rejoint un autre club hongrois, le Műegyetemi AFC.

### Entraîneur
Après sa retraite de joueur, il devient entraîneur et est nommé sélectionneur de l'équipe de Hongrie de football entre 1934 et 1939.
Il est le co-sélectionneur du pays avec l'autre entraîneur hongrois Alfréd Schaffer pendant la coupe du monde 1938 en France, où les Hongrois parviennent jusqu'en finale, battus par l'Italie.